# Гансько-івуарійські відносини
Гансько-івуарійські відносини — двосторонні дипломатичні відносини між Ганою та Кот-д'Івуаром. Протяжність державного кордону між країнами становить 720 км.

## Історія
Держави постраждали від тих самих злетів і падінь, які характеризували гансько-тоголєзькі відносини. На початку 1984 Тимчасова рада національної оборони Гани заявила, що Кот-д'Івуар дозволяє ганським дисидентам використовувати свою територію як базу для здійснення актів саботажу проти Гани. Ганська влада також звинуватила Кот-д'Івуар у наданні притулку політичним агітаторам, які розшукуються за злочини в Гані. Проте, після 1988 відносини між Ганою та Кот-д'Івуаром значно покращилися.
У 1989, після п'ятнадцяти років відсутності прогресу, комісія з проведення демаркації кордону між Ганою та Кот-д'Івуаром погодила визначення кордону між двома країнами. Після цього Тимчасова рада національної оборони працювала над покращенням транспортних та комунікаційних зв'язків як з Кот-д'Івуаром, так і з Того, незважаючи на проблеми з обома країнами.
До 1992 відносини Гани з Кот-д'Івуаром були на відносно хорошому рівні. Однак, надії на довгострокове покращення відносин Гани з її західним сусідом швидко розвіялися після деяких інцидентів наприкінці 1993 – початку 1994.
1 листопада 1993 стався інцидент із поверненням спортивних фанатів у Кот-д'Івуар після футбольного матчу чемпіонату в Кумасі, після якого збірна Кот-д'Івуару вибула з турніру. Ганські іммігранти в Кот-д'Івуарі зазнали жорстокого нападу, і не менше сорока ганців було вбито.
Після цього інциденту багато інших жителів Гани втратили своє майно, рятуючись втечею. Було розграбовано близько 1000 будинків та підприємств. Понад 10 000 ганців з приблизно 1 мільйона, що проживають у Кот-д'Івуарі, було негайно евакуйовано урядом Гани, і понад 30 000 ганців, як повідомляється, знайшли притулок у посольствах Гани та інших дружніх посольствах. Було створено спільну комісію у складі двадцяти членів (по десять від кожної країни) для розслідування нападів, винесення рекомендацій щодо компенсації жертвам та пошуку способів запобігання подібним інцидентам у майбутньому. У жовтні 1994 року країни відновили футбольні матчі після того, як тоголезька делегація допомогла налагодити відносини між ними.
Спеціальна палата Міжнародного трибуналу ООН з морського права (ITLOS) винесла рішення на користь Гани у трирічній морській суперечці з Кот-д'Івуаром. У одностайному рішенні суд встановив, що всупереч твердженням уряду в Абіджані, Гана не порушувала морський кордон Кот-д'Івуару. Суд також відхилив аргумент Кот-д'Івуару про нестабільність прибережних ліній Гани. У той же час жоден з нафторозвідувальних районів, зазначених на картах, представлених Ганою, також не був порушений під час прокладання тимчасового морського кордону. Суд також ухвалив, що діяльність Гани з розвідки нафти і газу в спірній морській ділянці не порушувала суверенних прав Кот-д'Івуару.

## Торгівля
У 2017 експорт Гани до Кот-д'Івуару склав суму 52,68 млн доларів США. У 2019 році експорт Кот-д'Івуару в Гану склав суму 233,59 млн. доларів США.

## Дипломатичні представництва
- Гана має посольство в Абіджані[6].
- Кот-д'Івуар має посольство в Аккрі[7].